# Hong Kong FA Cup 2017/18
Der Hong Kong FA Cup 2017/18 war die 43. Austragung eines Fußballwettbewerbs in Hongkong. Teilnehmer waren die zehn Mannschaften der ersten Liga, der Hong Kong Premier League. Titelverteidiger war der Kitchee SC.

## Termine
| Runde         | Datum                              |
| ------------- | ---------------------------------- |
| 1. Runde      | 30. Dezember 2017 31. Dezember 201 |
| Viertelfinale | 7. April 2018 5. April 2018        |
| Halbfinale    | 5. Mai 2018 6. Mai 2018            |
| Finale        | 26. Mai 2018                       |

## 1. Runde
|                                       | Ergebnis |              |
| ------------------------------------- | -------- | ------------ |
| 30. Dezember 2017 (Yuen Long Stadium) |          |              |
| R&F                                   | 0:4      | Yuen Long FC |
| 31. Dezember 2017 (Mong Kok Stadium)  |          |              |
| Lee Man FC                            | 3:1      | Dreams SC    |

## Viertelfinale
|                                             | Ergebnis |                      |
| ------------------------------------------- | -------- | -------------------- |
| 7. April 2018 (Tseung Kwan O Sports Ground) |          |                      |
| Southern District FC                        | 1:0      | Yuen Long FC         |
| 7. April 2018 (Mong Kok Stadium)            |          |                      |
| Tai Po FC                                   | 3:0      | Hong Kong Rangers FC |
| 8. April 2018 (Tseung Kwan O Sports Ground) |          |                      |
| Kitchee SC                                  | 4:3      | Lee Man FC           |
| 8. April 2018 (Mong Kok Stadium)            |          |                      |
| Eastern AA                                  | 1:2      | Hong Kong Pegasus FC |

## Halbfinale
|                                | Ergebnis    |                      |
| ------------------------------ | ----------- | -------------------- |
| 5. Mai 2018 (Mong Kok Stadium) |             |                      |
| Southern District FC           | 1:4 (n. V.) | Tai Po FC            |
| 6. Mai 2018 (Mong Kok Stadium) |             |                      |
| Kitchee SC                     | 4:1         | Hong Kong Pegasus FC |

## Finale
|                                  | Ergebnis |           |
| -------------------------------- | -------- | --------- |
| 26. Mai 2018 (Hong Kong Stadium) |          |           |
| Kitchee SC                       | 2:1      | Tai Po FC |